# Eisteddfod

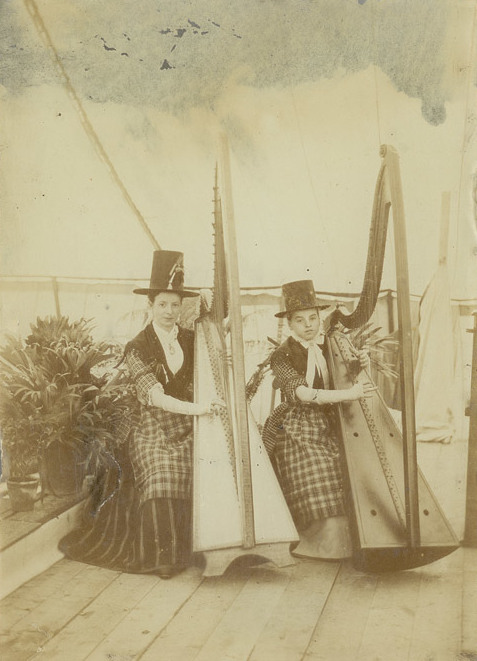
Arpiste in un Eisteddfod a Caerwys, Flintshire (ca. 1892)

Lo Eisteddfod è un tipico festival gallese di letteratura, musica e spettacolo.
La parola italiana più vicina al termine "Eisteddfod" è "Sessione". È un termine composto dai vocaboli gallesi "eistedd", che significa "sedersi", e "bod", l'equivalente del nostro verbo "essere".

## Storia

### I tempi antichi
Quale fosse la data del primo Eisteddfod è molto discusso tra gli esperti. Ma in Galles giurie per la premiazione delle gare di poesia esistono almeno dal XII secolo, ed è probabile che anche i più antichi bardi avessero delle forme ufficiali di premiazione della poesia. Le notizie di un Eisteddfod risalgono almeno al 1176, quando Lord Rhys ap Gruffydd di Deheubarth tenne un festival di poesia e musica presso la propria corte nel castello di Cardigan. In quell'occasione egli organizzò un grande raduno al quale invitò poeti e musicisti da tutto il Galles. Al migliore poeta e musicista veniva data in premio una sedia presso il tavolo del Signore; e questa tradizione si è mantenuta fino all'attuale Eisteddfod nazionale. Ma il primo Eisteddfod su larga scala la cui esistenza è dimostrata senza ombra di dubbio fu l'Eisteddfod di Carmarthen, che ebbe luogo nel 1451. Il successivo Eisteddfod di larga scala ben documentato fu tenuto a Caerwys nel 1568. I premi assegnati furono una sedia d'argento in miniatura per il migliore poeta, una piccola crotta d'argento per il migliore violinista, una lingua d'argento per il migliore cantante, e una piccola arpa d'argento per il migliore arpista. In origine alle competizioni partecipavano soltanto dei bardi gallesi professionisti pagati dai nobili. Per ottenere i livelli artistici più elevati, Elisabetta I d'Inghilterra ordino che i bardi fossero esaminati ed autorizzati. Quando diminuì l'interesse per le Arti gallesi anche il livello dell'Eisteddfod principale si ridusse, e tali festival divennero più informali.

### Il recupero

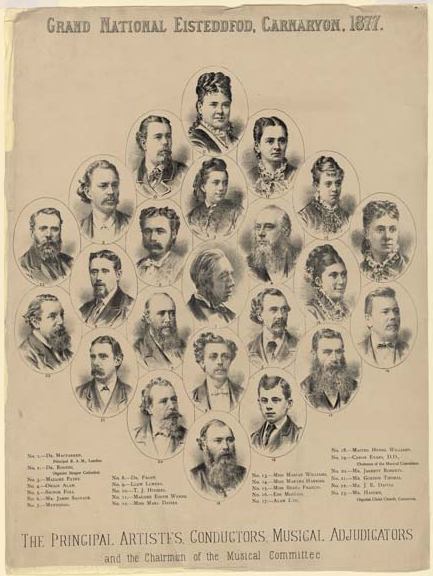
Manifesto pubblicitario dell'Eisteddfod nazionale di Caernarvon, 1877

Nel 1789 Thomas Jones organizzò un Eisteddfod a Corwen, dove per la prima volta fu ammesso l'ingresso del pubblico. Il successo dell'evento portò ad un risveglio dell'interesse per la musica e la letteratura gallesi.
Il poeta Iolo Morganwg, nome d'arte di Edward Williams, fondò nel 1792 il Gorsedd Beirdd Ynys Prydain (Gorsedd dei bardi dell'isola di Bretagna), con lo scopo di restaurare e rimpiazzare l'antico Eisteddfod. Il primo festival della rinascita fu tenuto nella località "Primerose Hill", a Londra.

Il giornale The Gentleman's Magazine dell'ottobre del 1792 riportò la notizia della rinascita della tradizione degli Eisteddfod:
Il noto attacco dei Blue Books (Libri azzurri) al carattere del Galles come nazione nel 1846 portò alla pubblica riprovazione, ed alla convinzione che fosse importante che i gallesi che si creassero una nuova immagine nazionale. Negli anni '50 del XIX secolo la gente cominciò a parlare di un Eisteddfod nazionale per manifestare la cultura del Galles. Nel 1858 John Williams ab Ithel tenne un Eisteddfod nazionale, completo di Gorsedd, a Llangollen. Quello che passò come Il grande Eisteddfod di Llangollen del 1858 fu un evento altamente significativo. Tomas Stephen vinse un premio con una relazione che demoliva l'affermazione di John Williams, il creatore dell'evento, che Madoc avesse scoperto l'America. Siccome Williams si era aspettato che invece la relazione ne rafforzasse il mito, non era propenso ad assegnare il premio a Stephens; e si è tramandato che "le cose divennero turbolente". Quell'Eisteddfod vide anche la prima presentazione al pubblico di John Ceiriog Hughes, che vinse un premio per una poesia d'amore, Myfanwy Fychan of Dinas Brân, che ebbe un successo immediato. Si considera che ciò fu il risultato della sua descrizione di una donna gallese "meritevole, buona, morale, di buone maniere", del tutto in contrasto con la descrizione dei "Blue Books" delle donne gallesi dalla morale discutibile.
Dopo l'evento di Llangollen fu creato il National Eisteddfod Council (Consiglio nazionale dell'Eistedfod), e il Gorsedd si amalgamò con esso. Il Gorsedd detiene i diritti di proclamazione e direzione, mentre il Consiglio organizza l'evento. Il primo vero Eisteddfod nazionale organizzato dal Consiglio si tenne a Denbigh nel 1860, secondo un modello che continua ai nostri giorni.

### Il presente

#### L'Eisteddfod nazionale
L'Eisteddfod più importante è l'Eisteddfod nazionale del Galles, il più grande festival di competizioni musicali e letterarie d'Europa. I suoi otto giorni di competizioni e spettacoli, tutti in lingua gallese, vengono disputati sul palco ogni anno nella prima settimana di agosto, in genere alternandosi tra località gallesi del nord e del sud. I competitori sono in genere più di 6.000, e il pubblico di norma supera i 150.000 visitatori.